# Triphosa rantaizanensis
Triphosa rantaizanensis är en fjärilsart som beskrevs av Alfred Ernest Wileman 1916. Triphosa rantaizanensis ingår i släktet Triphosa och familjen mätare. Inga underarter finns listade i Catalogue of Life.

## Bildgalleri

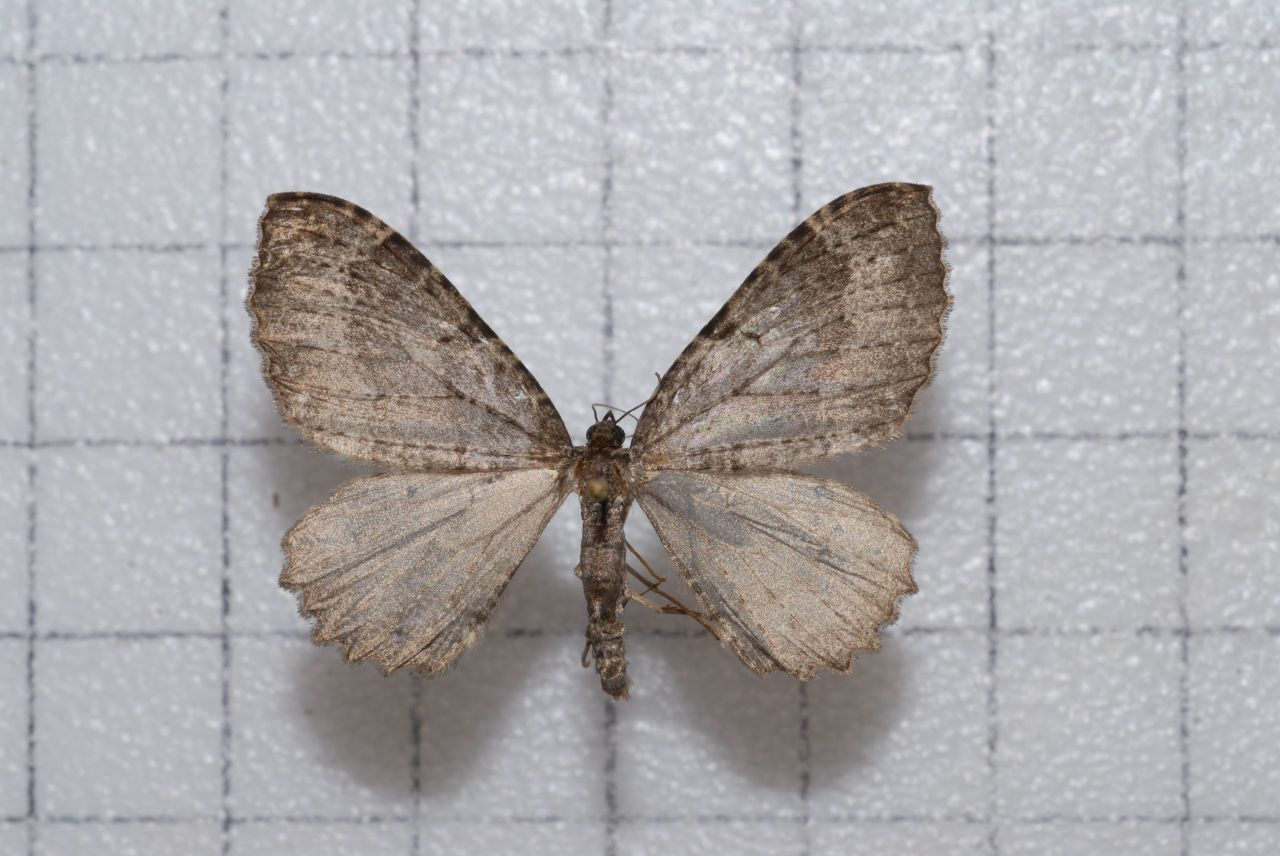
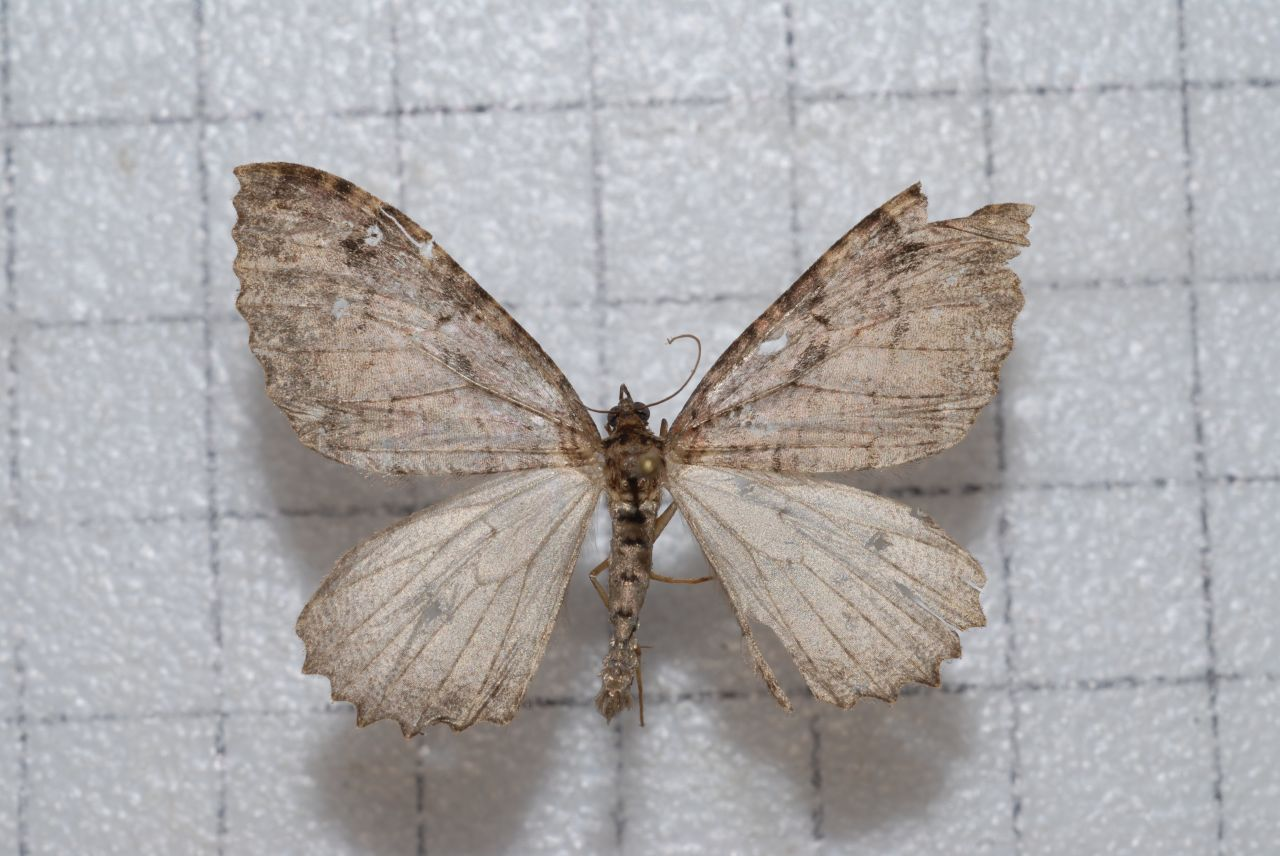
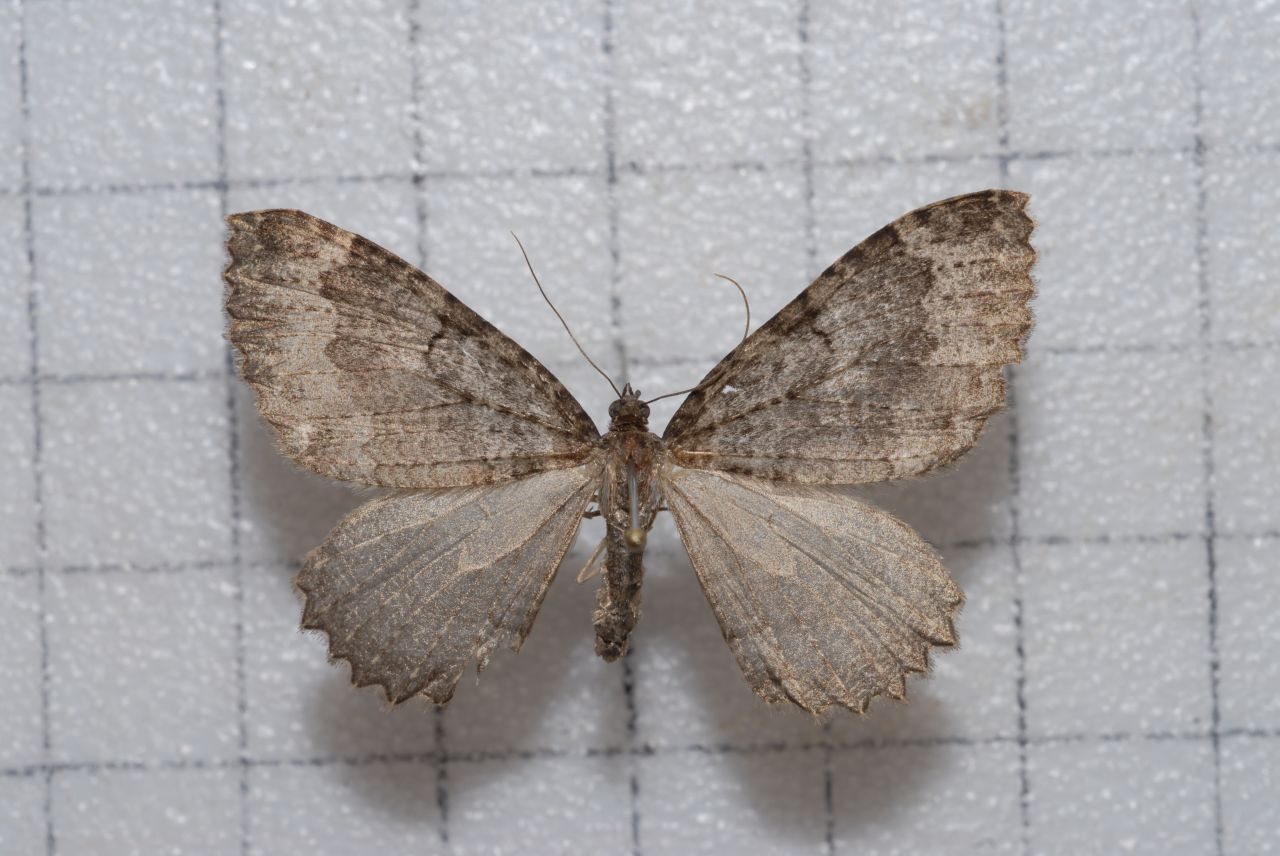
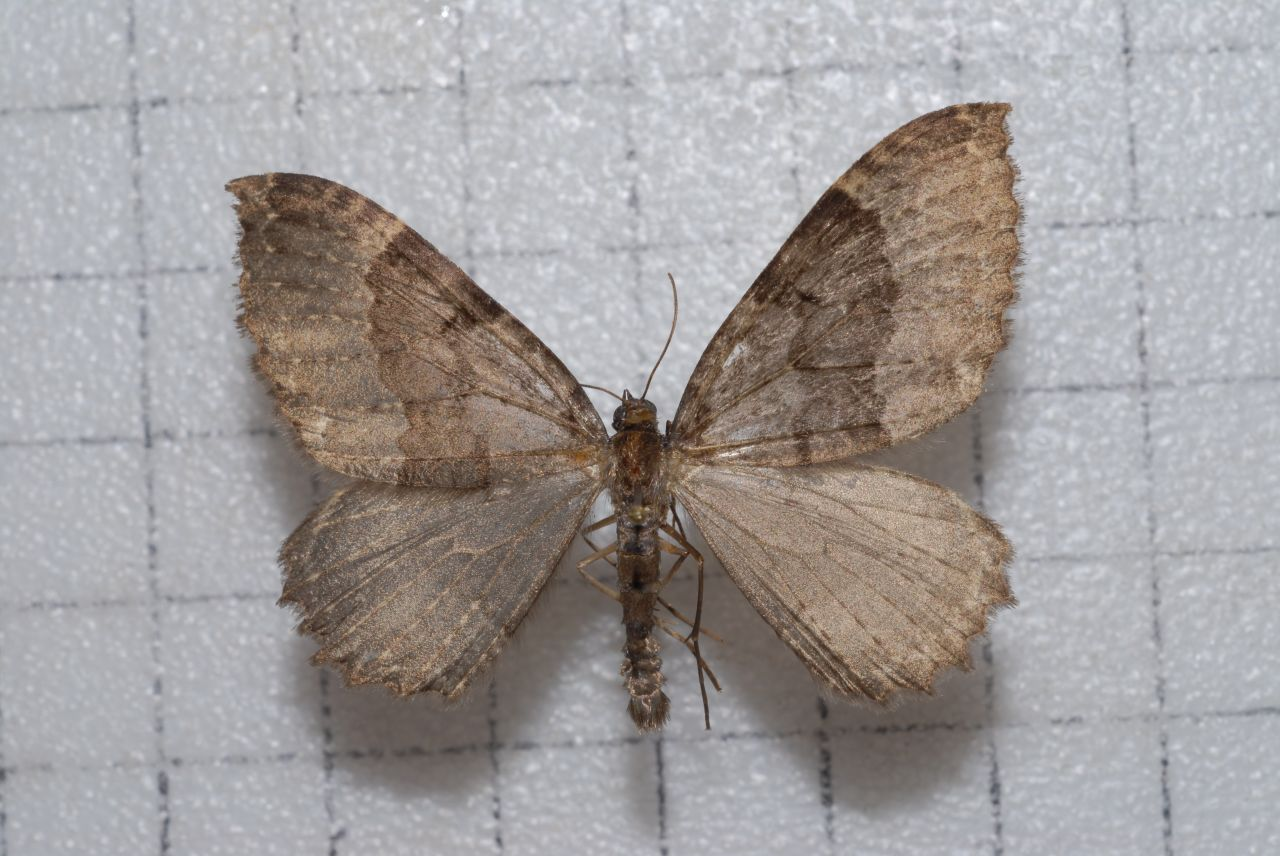